# Safiya Hussaini
Safiya Hussaini ist eine Mutter von sieben Kindern aus Sokoto in Nigeria und weltweit bekannt gewordenes Opfer der Hadd-Strafe.

## Leben
Hussaini wurde Anfang 2000 geschieden, doch sie bekam im Februar 2001 ein nachehelich geborenes Kind. Ihre strenggläubigen muslimischen Nachbarn erstatteten Strafanzeige gegen Safiya Hussaini wegen Ehebruchs und Unzucht. Gemäß den Richtlinien des sakralen Strafrechts wurde Hussaini am 9. Oktober 2001 zum Tod durch Steinigung verurteilt.
Vor Gericht hatte Hussaini erklärt, dass sie von ihrem Nachbarn Yakubu Abubakar mehrfach vergewaltigt worden sei und dieser die Tat auch schon gegenüber zwei Polizisten gestanden habe. Yakubu Abubakar bestritt diese Angaben vor Gericht jedoch und wurde freigesprochen. Das Gericht schenkte Safiya Hussaini daraufhin keinen Glauben, da nach muslimischem Recht einer Frau nur dann geglaubt wird, wenn mindestens vier Männer zu ihrer Entlastung aussagen.
Das Urteil erregte weit über Nigeria hinaus Aufsehen und führte zu weltweiten Protesten. Unter anderem forderte die Europäische Union eine Aussetzung des Urteils.
In der Appellationsverhandlung am 25. März 2002 gab sie auf Anraten ihrer Anwälte (darunter war auch die Menschenrechtlerin Hauwa Ibrahim), die sie durch ausländische finanzielle Hilfe zugesprochen bekam, ihren Ex-Mann als Vater des Säuglings an, da nach muslimischen Glauben und Rechtsauffassung die Möglichkeit besteht, dass es bei einer Frau zu einer so genannten „schlafenden Schwangerschaft“ kommen kann. Danach kann eine befruchtete Eizelle „einschlafen“ und sich aus dieser daher auch Jahre nach dem Geschlechtsverkehr, in diesem Fall also auch längere Zeit nach der Scheidung, ein Kind entwickeln.
Eine weitere Möglichkeit eröffnete sich Safiya Hussaini, da zum Zeitpunkt der Zeugung in ihrer Heimatstadt noch nicht das muslimische Rechtssystem, die Scharia galt.
Die Richter entschieden sich daher 2002, den Fall nicht weiter zu verfolgen, und stellten das Verfahren ohne Urteil ein.
Der italienische Journalist Raffaele Masto lernte Safiya Hussaini bei seiner Berichterstattung über den Prozess kennen und schrieb später in Zusammenarbeit mit ihr ihre Biographie. 2002 erhielt Safiya Hussaini zudem die Ehrenbürgerschaft der Stadt Rom. Nach dem Prozess heiratete sie erneut und lebt nun mit ihrem neuen Ehemann und zwei Töchtern in Sokoto. Von ihren fünf weiteren Kindern leben drei bei ihrem leiblichen Vater und zwei starben.